# Conflictul de frontieră chino-sovietic (1969)
Conflictul de frontieră chino-sovietic din 1969 se referă la o serie de conflicte armate de-a lungul frontierei dintre Uniunea Sovietică și China ca urmare a rupturii chino-sovietică din 1969. 
Cele mai grave dintre aceste ciocniri de frontieră au avut loc în martie 1969 în vecinătatea insulei Zhenbao (珍宝岛) de pe râul Ussuri, cunoscută și ca Insula Damanski (Остров Даманский) în Rusia (46°29′8″N 133°50′40″E / 46.48556°N 133.84444°E). Istoricii chinezi cel mai frecvent se referă la acest conflict cu denumirea de Incidentul de pe insula Zhenbao (珍宝岛自卫反击战) 
În urma prăbușirii Uniunii Sovietice, insula a fost dată Chinei.